# Fédération CJA
Fédération CJA (l’appellation usuelle est aussi Montreal Jewish Federation en langue anglaise) est l'association représentant les 71 380 juifs de la région métropolitaine de Montréal au Québec, au Canada. La fédération se définit comme l'organisme central juif pour la philanthropie et la défense des droits de la communauté juive de Montréal. C'est par la CJA que passe le financement, la planification et la coordination des différents services sociaux juifs de Montréal.
La CJA est l'une des 156 fédérations régionales juives nord-américaines. De plus la CJA est membre du Congrès juif canadien, du United Israel Appeal Federations Canada et du United Jewish Communities.

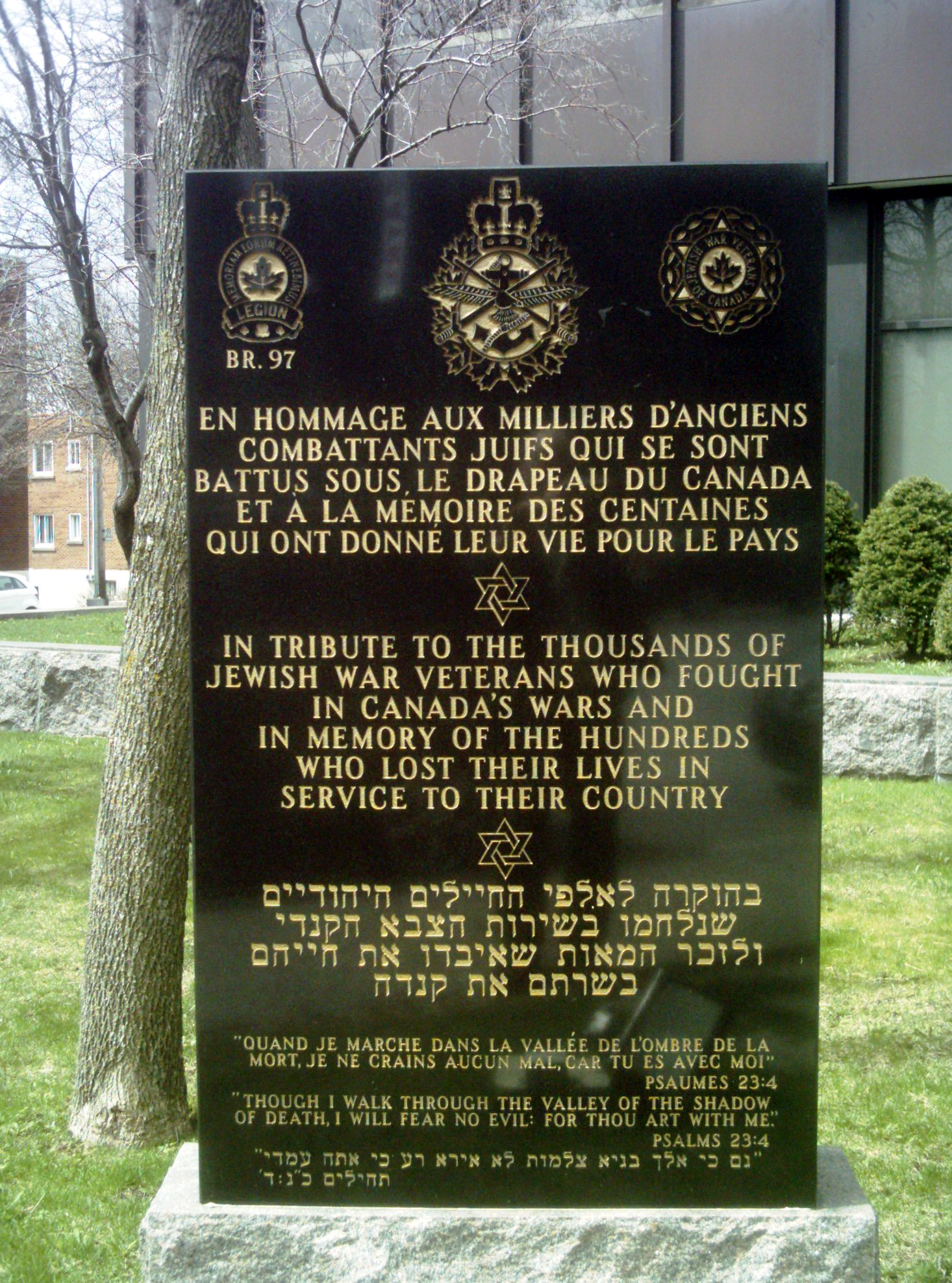
Monument commémoratif au quartier Snowdon pour les juifs qui se sont battus sous le drapeau canadien et qui ont fait don de leur vie.

## Histoire de la fédération
La Fédération CJA a été fondée en 1917 dans l'espoir d'unir la communauté juive de Montréal et de fournir une organisation centrale pour appuyer les 14 organisations locales du Montréal des années 1920.
La fédération s'implique dans toutes les questions majeures auxquelles fait face la communauté juive montréalaise, y compris les restrictions gouvernementales dans l'immigration canadienne dans les années 1920, la pauvreté extrême pendant la dépression, la montée du nazisme non seulement en Europe, mais aussi à Montréal pendant les années 1930, et l'assistance aux survivants de l'Holocauste, le soutien à la naissance de l'État d'Israël en 1948, les vagues d'immigration des juifs hongrois après le soulèvement raté de 1956et l'exode massif des juifs sépharades des pays du Maghreb lors des évènements de 1967. La fédération s'implique aussi dans le combat contre l'antisémitisme,. La Fédération développe également des services d'aide aux besoins des juifs les plus vulnérables à Montréal entre autres chez les personnes âgées et chez les nouveaux arrivants.

## L'Appel juif unifié
Chaque année, la fédération organise une levée de fonds dans les médias montréalais. L'appel juif unifié permet de recueillir les sommes d'argent nécessaire au financement des activités et des services de la fédération juive. $41,4 millions de dollars canadiens sont collectés lors de la campagne 2009, $ 36,6 millions lors de la campagne 2010 et $ 41,1 millions en 2011. La Fédération CJA récolte ainsi des fonds afin de financer les services sociaux juifs et supporter les organisations locales juives mais c'est la direction de la fédération qui décide comment et où seront allouer les sommes ramassées.

## Services sociaux juifs
Les services sociaux membres de la CJA et les organisations locales CJA sont l'Agence Ometz, le Centre d'éducation juif Bronfman (en), le Camp de vacances B'nai Brith (en), la Communauté sépharade unifiée du Québec,, le Centre communautaire Cummings pour les personnes âgées (en), le Centre d'aide étudiant Hillel (en), le Centre d'emploi juif de Montréal, les services sociaux Ometz à la famille juive, le service d'aide aux immigrants juifs de Montréal, la Bibliothèque publique juive, le Centre commémoratif de l'Holocauste à Montréal, le Centre Segal des arts de la scène et le Théâtre Yiddish Dora Wasserman, également le centre communautaire juif YM-YWHA Weider (en).

## Nouvelle direction
En mars 2009, Andres Spokoiny est nommé le nouveau directeur général de la Fédération CJA. Il s'exprime couramment en langue anglaise, française, espagnole, en hébreu, en Yiddish et un peu en portugais. Ce qui représente un atout étant donné la diversité linguistique des juifs de Montréal. Très vite Spokoiny se positionne pour un nouveau style de leadership. La nouvelle direction de la fédération désire faire alors une large enquête sociologique sur la communauté juive de Montréal. C'est ainsi que débute en 2010 le projet Imagine 2020. En novembre 2010, les résultats de l'enquête confirment une communauté juive hétérogène composée des Hasidims (26 %), des orthodoxes (24 %), des Massorti (15 %), des réformistes et reconstructionnistes (9 %) et des juifs refusant toute appartenance religieuse (25 %) Dans sa vision de l'avenir, la nouvelle direction de CJA croit fermement que la Fédération doit reconnaître la pluralité de tous les Juifs de Montréal y compris des non-croyants. Le directeur Spokoiny, et sa successeur Deborah Corber s'engagent à construire des ponts entre les différentes branches de la communauté juive montréalaise sans laisser de côté les juifs non croyants particulièrement chez la jeune génération non impliqués avec les groupes juifs organisés.
« The Jewish people are more diversified henceforth than formerly. The federation is looking for innovative ideas. The world has changed dramatically. We have to change, too... »
— Andres Spokoiny
Pour la fédération, il est maintenant évident qu'il y a de nombreux Juifs qui ne sont connectés d'aucune façon avec les différentes synagogues ou d'autres organisations communautaires juives laïques. Il faut pour la fédération trouver de nouvelles façons pour rejoindre ces juifs montréalais et éviter leur assimilation.